# هوش سگ‌ها
هوش سگ‌ها (انگلیسی: The Intelligence of Dogs) کتابی است در سال ۱۹۹۴ دربارهٔ هوش‌سنجی سگ توسط استنلی کورن استاد روان‌شناسی سگ در دانشگاه بریتیش کلمبیا. این کتاب نظریه‌های کورن را دربارهٔ تفاوت‌های هوش بین نژادهای مختلف سگ توضیح می‌دهد. کورن نسخه دوم را در سال ۲۰۰۶ منتشر کرد.